# A Arte Portuguesa (revista de arqueologia)
A arte portuguesa:  revista de arqueologia e arte moderna publicou-se em Lisboa, entre janeiro e junho de 1895, em seis números mensais, sob a protecção de Suas Magestades. Nesta revista, realça-se a riqueza do nosso país considerado uma mina arqueológica inesgotável e portanto, a sua missão consiste no estudo e divulgação dos vários  vestígios da arte antiga, “elementos de artes ingénuas, barbaras, e primores das civilizações clássicas que se vão encontrando”. A direção da publicação repartia-se entre Enrique Casanova,  Gabriel Pereira e José Pessanha, auxiliados por vários colaboradores, entre os quais: Joaquim de Araújo, Zacharias d’Aça, Ramalho Ortigão, Manuel de Macedo, Sousa Viterbo, Baldaque da Silva, Francisco Manuel de Mello Breyner, Luciano Cordeiro e Henrique Lopes de Mendonça.